# 734 a.C.
Il 734 a.C. (DCCXXXIV a.C. in numeri romani) è un anno  dell'VIII secolo a.C.

## Eventi
- Viene fondata Naxos dai Calcidesi, la prima colonia greca in Sicilia[1]
- Secondo Duride di Samo vengono fondate in tale anno sia Corcira (nell'isola di Corfù) che Siracusa (in Sicilia)[2][3]